# Sargocentron lepros
Sargocentron lepros là một loài cá biển thuộc chi Sargocentron trong họ Cá sơn đá. Loài này được mô tả lần đầu tiên vào năm 1983.

## Từ nguyên
Tính từ định danh lepros trong tiếng Hy Lạp cổ đại có nghĩa là “sần sùi, xù xì”, bắt nguồn từ λεπρός (leprós), hàm ý đề cập đến cơ thể thô ráp do các rìa vảy có răng cưa cứng chắc ở loài cá này.

## Phân bố và môi trường sống
S. lepros có phân bố thưa thớt ở khu vực Ấn Độ Dương - Thái Bình Dương, được ghi nhận tại đảo Giáng Sinh và quần đảo Cocos (Keeling), ngoài khơi Nouméa và quần đảo Chesterfield (Nouvelle-Calédonie), đảo Rotuma (Fiji), quần đảo Samoa, quần đảo Cook và quần đảo Pitcairn.
S. lepros là một loài sống về đêm, thường xuất hiện trên các rạn san hô quanh các đảo, được tìm thấy ở độ sâu khoảng 10–45 m.

## Mô tả
Chiều dài cơ thể lớn nhất được ghi nhận ở S. lepros là 20 cm. Loài này có màu đỏ tươi đến đỏ cam với các dải sọc đỏ sẫm dọc theo các hàng vảy hai bên lườn.
Số gai ở vây lưng: 11; Số tia vây ở vây lưng: 12–14; Số gai ở vây hậu môn: 4; Số tia vây ở vây hậu môn: 8–9.